# Bawean-Hirsch

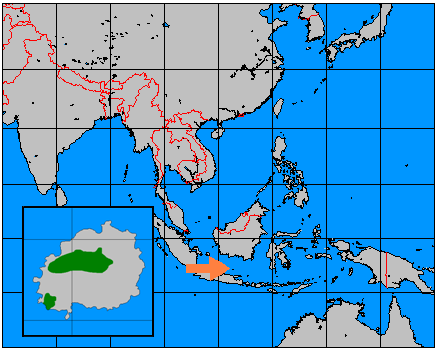
Verbreitungsgebiet des Bawean-Hirsches

Der Bawean-Hirsch (Axis kuhlii) ist eine Säugetierart aus der Familie der Hirsche (Cervidae). Er ist auf Bawean endemisch, einer zu Indonesien gehörenden und zwischen Java und Borneo gelegenen Insel von 190 km² Fläche.

## Merkmale
Bawean-Hirsche ähneln dem nahe verwandten Schweinshirsch, sind im Gegensatz zu diesem jedoch einfarbig und ungefleckt. Das weiche Fell ist hellbraun gefärbt, der Schwanz ist leicht buschig. Wie bei vielen waldbewohnenden Tieren ist der Körper an den Schultern etwas niedriger als an der Hüfte, was das Vorankommen im dichten Unterholz erleichtert. Das Geweih ist verhältnismäßig kurz und endet jeweils in drei Spitzen, wie bei fast allen Hirscharten wird es nur vom Männchen getragen. Diese Hirsche erreichen eine Kopfrumpflänge von rund 140 Zentimeter, eine Schulterhöhe von rund 65 bis 70 Zentimeter und ein Gewicht von 50 bis 60 Kilogramm.

## Lebensweise und Ernährung
Bawean-Hirsche bewohnen Wälder und sind nachtaktiv. Tagsüber ziehen sie sich ins dichte Unterholz zurück, um in der Nacht auf Nahrungssuche zu gehen. Sie benutzen oft mehrmals hintereinander das gleiche Schlafquartier und legen zum schnelleren Vorwärtskommen Trampelpfade an. Diese Hirsche leben üblicherweise einzelgängerisch, manchmal kann man auch Paare beobachten. Die Nahrung setzt sich aus Blättern und Gräsern zusammen.

## Fortpflanzung
Die Paarung kann das ganze Jahr über erfolgen, die meisten Geburten fallen jedoch in die Monate Februar bis Juni. Die Tragzeit beträgt rund 225 bis 230 Tage; üblicherweise kommt ein einzelnes Jungtier zur Welt, Zwillinge sind selten. Die Jungen sind nur schwach gefleckt, diese Flecken verlieren sich darüber hinaus schnell.

## Bedrohung
Zu den Bedrohungen zählen die Zerstörung des Lebensraumes und die Nachstellung durch verwilderte Haushunde. Deswegen und aufgrund ihres kleinen Verbreitungsgebietes (das kleinste aller Hirscharten) wird die Art von der IUCN als „vom Aussterben bedroht“ (critically endangered) gelistet. Eine Schätzung aus dem Jahr 2006 bezifferte den Bestand auf rund 250 bis 300 Tiere.

## Systematik
Manchmal wird vermutet, dass der Bawean-Hirsch ähnlich wie der Calamian-Hirsch keine eigene Art sei, sondern von verwilderten Schweinshirschen abstamme, die vom Menschen auf die Insel gebracht wurde. Wahrscheinlich ist jedoch, dass die Bestände die Überreste einer im Pleistozän weiter verbreiteten Art darstellen, die zu einer Zeit nach Bawean kamen, als die Insel noch mit einer Landbrücke mit Java verbunden war.
Das Artepitheton kuhlii ist eine Reverenz an den Zoologen Heinrich Kuhl.